# Sommer-Universiade 2011

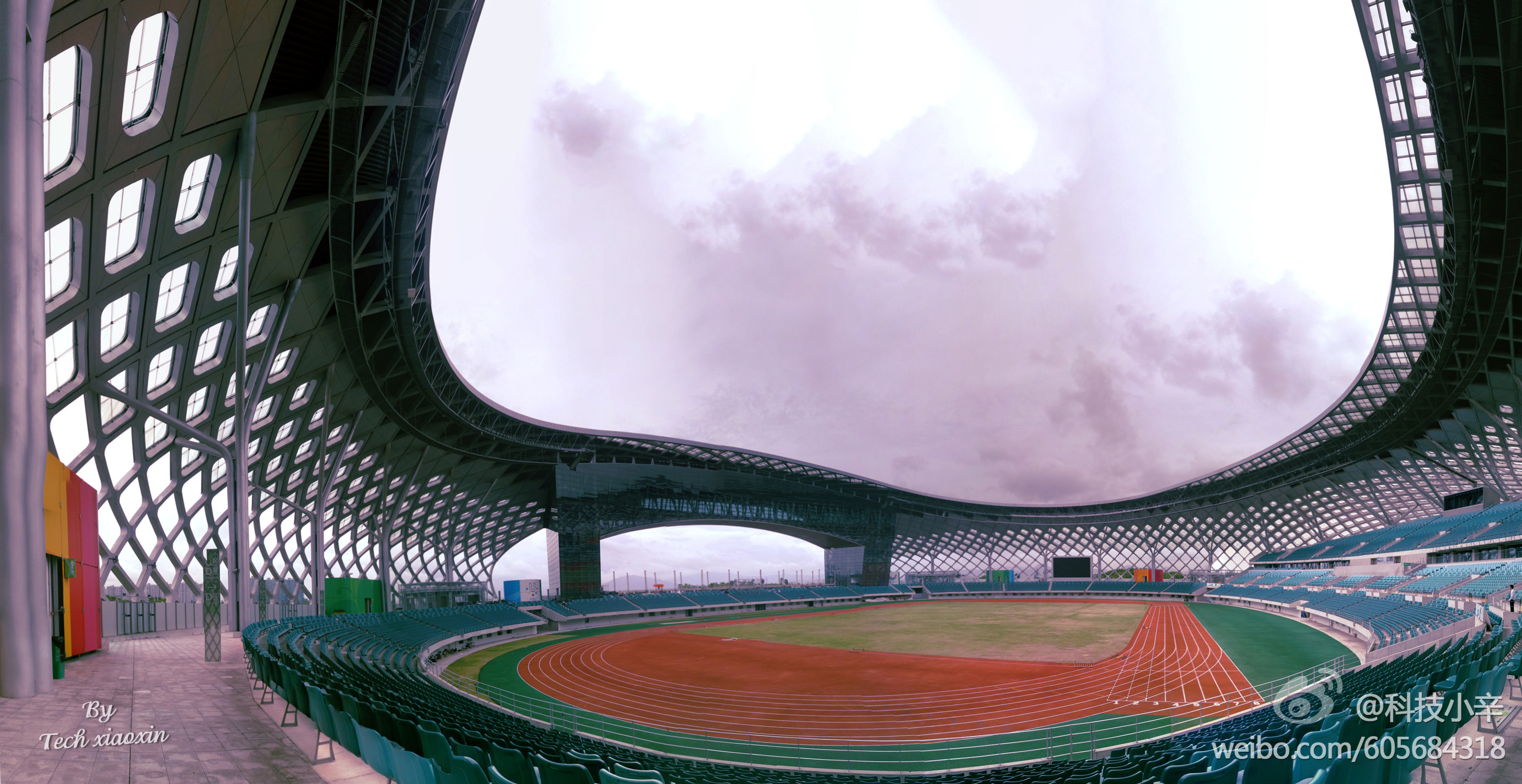
Das Shenzhen Bay Stadion von innen

Die Sommer-Universiade 2011, offiziell die XXVI. Sommer-Universiade, wurde vom 12. bis 23. August in der chinesischen Stadt Shenzhen ausgetragen. Es war die dritte Universiade die in China ausgetragen wurde. Die Gastgeber konnten sich mit 75 Goldmedaillen, 39 Silbermedaillen und 31 Bronzemedaillen den Sieg im Medaillenspiegel vor Russland und Südkorea sichern.

## Bewerbungen
Um die Ausrichtung der Sommer-Universiade 2011 bewarben sich insgesamt fünf Städte. Eigentlich wollte sich auch die kanadische Stadt Edmonton für die Universiade bewerben, zog die Bewerbung dann aber zurück. Letztlich waren folgende Städte im Rennen um die Austragung:
- Kaohsiung
- Kasan
- Murcia
- Posen
- Shenzhen

Am 16. Januar 2011 gab die Fédération Internationale du Sport Universitaire bei der Konferenz vor der Winter-Universiade 2007 bekannt, dass die chinesische Stadt Shenzhen die Sommer-Universiade austragen wird. Damit fand nach der Sommer-Universiade 2001 (Peking) und der Winter-Universiade 2009 (Harbin) die dritte Universiade in der Volksrepublik China statt.

## Sportarten
Legende zum nachfolgend dargestellten Wettkampfprogramm:
|  | Eröffnungs- und Abschlusszeremonie |  | Qualifikationswettkämpfe | ? | Finalentscheidungen |

Letzte Spalte: Gesamtanzahl der Entscheidungen in den einzelnen Sportarten
| Zeitplan der Sommer-Universiade 2011 (mit Anzahl der Entscheidungen) | Zeitplan der Sommer-Universiade 2011 (mit Anzahl der Entscheidungen) | Zeitplan der Sommer-Universiade 2011 (mit Anzahl der Entscheidungen) | Zeitplan der Sommer-Universiade 2011 (mit Anzahl der Entscheidungen) | Zeitplan der Sommer-Universiade 2011 (mit Anzahl der Entscheidungen) | Zeitplan der Sommer-Universiade 2011 (mit Anzahl der Entscheidungen) | Zeitplan der Sommer-Universiade 2011 (mit Anzahl der Entscheidungen) | Zeitplan der Sommer-Universiade 2011 (mit Anzahl der Entscheidungen) | Zeitplan der Sommer-Universiade 2011 (mit Anzahl der Entscheidungen) | Zeitplan der Sommer-Universiade 2011 (mit Anzahl der Entscheidungen) | Zeitplan der Sommer-Universiade 2011 (mit Anzahl der Entscheidungen) | Zeitplan der Sommer-Universiade 2011 (mit Anzahl der Entscheidungen) | Zeitplan der Sommer-Universiade 2011 (mit Anzahl der Entscheidungen) | Zeitplan der Sommer-Universiade 2011 (mit Anzahl der Entscheidungen) | Zeitplan der Sommer-Universiade 2011 (mit Anzahl der Entscheidungen) |
| August                                                               | Do                                                                   | Fr                                                                   | Sa                                                                   | So                                                                   | Mo                                                                   | Di                                                                   | Mi                                                                   | Do                                                                   | Fr                                                                   | Sa                                                                   | So                                                                   | Mo                                                                   | Di                                                                   | Gesamt                                                               |
| August                                                               | 11.                                                                  | 12.                                                                  | 13.                                                                  | 14.                                                                  | 15.                                                                  | 16.                                                                  | 17.                                                                  | 18.                                                                  | 19.                                                                  | 20.                                                                  | 21.                                                                  | 22.                                                                  | 23.                                                                  | Gesamt                                                               |
| -------------------------------------------------------------------- | -------------------------------------------------------------------- | -------------------------------------------------------------------- | -------------------------------------------------------------------- | -------------------------------------------------------------------- | -------------------------------------------------------------------- | -------------------------------------------------------------------- | -------------------------------------------------------------------- | -------------------------------------------------------------------- | -------------------------------------------------------------------- | -------------------------------------------------------------------- | -------------------------------------------------------------------- | -------------------------------------------------------------------- | -------------------------------------------------------------------- | -------------------------------------------------------------------- |
| Eröffnung                                                            |                                                                      |                                                                      |                                                                      |                                                                      |                                                                      |                                                                      |                                                                      |                                                                      |                                                                      |                                                                      |                                                                      |                                                                      |                                                                      |                                                                      |
| Badminton                                                            |                                                                      |                                                                      |                                                                      |                                                                      |                                                                      |                                                                      |                                                                      | 1                                                                    |                                                                      |                                                                      |                                                                      | 5                                                                    |                                                                      | 006                                                                  |
| Basketball                                                           |                                                                      |                                                                      |                                                                      |                                                                      |                                                                      |                                                                      |                                                                      |                                                                      |                                                                      |                                                                      | 1                                                                    | 1                                                                    |                                                                      | 002                                                                  |
| Beachvolleyball                                                      |                                                                      |                                                                      |                                                                      |                                                                      |                                                                      |                                                                      |                                                                      | 1                                                                    | 1                                                                    |                                                                      |                                                                      |                                                                      |                                                                      | 002                                                                  |
| Bogenschießen                                                        |                                                                      |                                                                      |                                                                      |                                                                      |                                                                      | 2                                                                    | 2                                                                    | 8                                                                    |                                                                      |                                                                      |                                                                      |                                                                      |                                                                      | 010                                                                  |
| Fechten                                                              |                                                                      |                                                                      | 2                                                                    | 2                                                                    | 2                                                                    | 2                                                                    | 2                                                                    | 2                                                                    |                                                                      |                                                                      |                                                                      |                                                                      |                                                                      | 012                                                                  |
| Fußball                                                              |                                                                      |                                                                      |                                                                      |                                                                      |                                                                      |                                                                      |                                                                      |                                                                      |                                                                      |                                                                      | 1                                                                    | 1                                                                    |                                                                      | 002                                                                  |
| Gewichtheben                                                         |                                                                      |                                                                      | 2                                                                    | 2                                                                    | 3                                                                    | 2                                                                    | 3                                                                    | 3                                                                    |                                                                      |                                                                      |                                                                      |                                                                      |                                                                      | 015                                                                  |
| Golf                                                                 |                                                                      |                                                                      |                                                                      |                                                                      |                                                                      |                                                                      |                                                                      |                                                                      |                                                                      | 4                                                                    |                                                                      |                                                                      |                                                                      | 004                                                                  |
| Judo                                                                 |                                                                      |                                                                      | 4                                                                    | 4                                                                    | 4                                                                    | 4                                                                    | 2                                                                    |                                                                      |                                                                      |                                                                      |                                                                      |                                                                      |                                                                      | 018                                                                  |
| Leichtathletik                                                       |                                                                      |                                                                      |                                                                      |                                                                      |                                                                      | 2                                                                    | 6                                                                    | 11                                                                   | 10                                                                   | 7                                                                    | 14                                                                   |                                                                      |                                                                      | 050                                                                  |
| Radsport                                                             |                                                                      |                                                                      | 2                                                                    | 2                                                                    | 2                                                                    | 1                                                                    | 2                                                                    | 3                                                                    | 2                                                                    | 2                                                                    |                                                                      |                                                                      |                                                                      | 016                                                                  |
| Schach                                                               |                                                                      |                                                                      |                                                                      |                                                                      |                                                                      |                                                                      |                                                                      |                                                                      |                                                                      |                                                                      | 3                                                                    |                                                                      |                                                                      | 003                                                                  |
| Schießen                                                             |                                                                      |                                                                      |                                                                      |                                                                      |                                                                      |                                                                      |                                                                      | 8                                                                    | 6                                                                    | 8                                                                    | 4                                                                    | 10                                                                   |                                                                      | 036                                                                  |
| Schwimmen                                                            |                                                                      |                                                                      | 2                                                                    | 6                                                                    | 7                                                                    | 7                                                                    | 7                                                                    | 7                                                                    | 6                                                                    |                                                                      |                                                                      |                                                                      |                                                                      | 042                                                                  |
| Segeln                                                               |                                                                      |                                                                      |                                                                      |                                                                      |                                                                      |                                                                      |                                                                      |                                                                      |                                                                      | 3                                                                    | 6                                                                    |                                                                      |                                                                      | 009                                                                  |
| Taekwondo                                                            |                                                                      |                                                                      |                                                                      |                                                                      |                                                                      |                                                                      |                                                                      | 2                                                                    | 3                                                                    | 4                                                                    | 4                                                                    | 4                                                                    | 4                                                                    | 021                                                                  |
| Tennis                                                               |                                                                      |                                                                      |                                                                      |                                                                      |                                                                      |                                                                      |                                                                      |                                                                      |                                                                      | 2                                                                    | 5                                                                    |                                                                      |                                                                      | 007                                                                  |
| Tischtennis                                                          |                                                                      |                                                                      |                                                                      |                                                                      |                                                                      | 2                                                                    |                                                                      | 1                                                                    | 2                                                                    | 2                                                                    |                                                                      |                                                                      |                                                                      | 007                                                                  |
| Turnen                                                               |                                                                      |                                                                      | 1                                                                    | 1                                                                    | 2                                                                    | 10                                                                   |                                                                      |                                                                      |                                                                      | 2                                                                    | 4                                                                    | 8                                                                    |                                                                      | 028                                                                  |
| Volleyball                                                           |                                                                      |                                                                      |                                                                      |                                                                      |                                                                      |                                                                      |                                                                      |                                                                      |                                                                      | 1                                                                    | 1                                                                    |                                                                      |                                                                      | 002                                                                  |
| Wasserball                                                           |                                                                      |                                                                      |                                                                      |                                                                      |                                                                      |                                                                      |                                                                      |                                                                      |                                                                      |                                                                      |                                                                      | 1                                                                    | 1                                                                    | 002                                                                  |
| Wasserspringen                                                       |                                                                      |                                                                      |                                                                      |                                                                      |                                                                      | 2                                                                    | 1                                                                    | 1                                                                    | 2                                                                    | 1                                                                    | 1                                                                    | 4                                                                    |                                                                      | 012                                                                  |
| Abschluss                                                            |                                                                      |                                                                      |                                                                      |                                                                      |                                                                      |                                                                      |                                                                      |                                                                      |                                                                      |                                                                      |                                                                      |                                                                      |                                                                      |                                                                      |
| Medaillenentscheidungen                                              |                                                                      |                                                                      | 12                                                                   | 14                                                                   | 14                                                                   | 15                                                                   | 20                                                                   | 19                                                                   | 24                                                                   | 21                                                                   | 22                                                                   | 17                                                                   | 25                                                                   | 306                                                                  |
| August                                                               | 11.                                                                  | 12.                                                                  | 13.                                                                  | 14.                                                                  | 15.                                                                  | 16.                                                                  | 17.                                                                  | 18.                                                                  | 19.                                                                  | 20.                                                                  | 21.                                                                  | 22.                                                                  | 23.                                                                  | Gesamt                                                               |
| August                                                               | Do                                                                   | Fr                                                                   | Sa                                                                   | So                                                                   | Mo                                                                   | Di                                                                   | Mi                                                                   | Do                                                                   | Fr                                                                   | Sa                                                                   | So                                                                   | Mo                                                                   | Di                                                                   | Gesamt                                                               |

## Teilnehmer
Aus 152 Ländern nahmen 10.622 Personen teil, 7.200 Sportlerinnen und Sportler sowie 3.400 Offizielle. Aus Deutschland waren 118 Aktive mit einem Durchschnittsalter von 22,9 Jahren an 147 Entscheidungen beteiligt und errangen 14 Medaillen (2 × Gold, 6 × Silber und 6 × Bronze).
| - Afghanistan - Albanien - Algerien - Anguilla - Argentinien - Angola - Armenien - Aruba - Australien - Österreich - Aserbaidschan - Bangladesch - Barbados - Belarus - Belgien - Benin - Bolivien - Bosnien und Herzegowina - Botswana - Brasilien - Bulgarien - Burkina Faso - Burundi - Kambodscha - Kamerun - Kanada - Tschad - Chile - Volksrepublik China - Kolumbien - Komoren - Republik Kongo - Cookinseln - Costa Rica - Elfenbeinküste - Kroatien - Kuba - Zypern - Tschechien - Demokratische Republik Kongo - Dänemark - Dominikanische Republik - Ecuador - Ägypten - El Salvador - Estland - Äthiopien - Fidschi - Finnland | - Frankreich - Georgien - Deutschland - Ghana - Vereinigtes Königreich - Griechenland - Guatemala - Guinea - Guyana - Haiti - Honduras - Hongkong - Ungarn - Indien - Indonesien - Iran - Irak - Irland - Israel - Italien - Jamaika - Japan - Jordanien - Kasachstan - Kenia - Nordkorea - Südkorea - Kirgisistan - Lettland - Libanon - Lesotho - Litauen - Luxemburg - Macau - Mazedonien - Madagaskar - Malawi - Malaysia - Mali - Mexiko - Föderierte Staaten von Mikronesien - Moldau - Mongolei - Montenegro - Marokko - Mosambik - Namibia - Nepal - Niederlande | - Niederländische Antillen - Neuseeland - Nicaragua - Niger - Nigeria - Nördliche Marianen - Norwegen - Oman - Pakistan - Palästina - Panama - Papua-Neuguinea - Paraguay - Peru - Philippinen - Polen - Puerto Rico - Rumänien - Russland - Samoa - Saudi-Arabien - Senegal - Serbien - Singapur - Slowakei - Slowenien - Südafrika - Spanien - Sri Lanka - Sudan - Suriname - Swasiland - Schweden - Syrien - Tadschikistan - Tansania - Thailand - Togo - Türkei - Uganda - Ukraine - Vereinigte Arabische Emirate - Vereinigte Staaten - Uruguay - Usbekistan - Vietnam - Amerikanische Jungferninseln - Sambia - Simbabwe |